# Greensboro
|  | Per a altres significats, vegeu «Greensboro (desambiguació)». |

Greensboro és una ciutat dels Estats Units d'Amèrica i seu del comtat de Guilford a l'estat de Carolina del Nord amb 257.997 habitants segons el cens de l'any 2009 i amb una densitat de 843 per km². Greensboro és la ciutat més poblada del seu comtat, la tercera més poblada de Carolina del Nord, i la 75a ciutat més poblada del país. L'actual alcaldesa és Angela Yvonne Davis.

## Fills il·lustres
- O. Henry, pseudònim de l'escriptor William Sydney Porter (1862 - 1910).